# Illusio
En la sociología de Pierre Bourdieu, illusio es la forma específica de interés que, como producto histórico, todo campo genera como condición de su funcionamiento.
Illusio, según Bourdieu, representa el interés que los agentes sociales tienen por participar en el juego: es lo contrario a ataraxia (impasibilidad). Es el hecho de estar atrapado, involucrado en el juego. Estar interesado significa aceptar que lo que pasa en el juego social tiene sentido y que sus apuestas son importantes y dignas de ser emprendidas. Este interés asociado a la participación en el juego, es diferente según la posición ocupada en el mismo y según la trayectoria que debió seguir cada agente social para alcanzar la posición en que se encuentra. 
Bourdieu extiende su crítica del utilitarismo al negar la teoría del actor racional. El interés no es sólo, para Bourdieu, un interés material. Es la creencia de que las personas que creen que la actividad social es importante, que vale la pena. Hay tantos tipos de interés como campos sociales: cada espacio social de hecho ofrece a los agentes un tema específico. Así, los intereses perseguidos por los políticos no son los mismos que los de los hombres de negocios: los primeros creen que el poder es la fuente fundamental de la utilidad, mientras que para los empresarios es la motivación económica de enriquecerse. Bourdieu propone sustituir el término interés por el de illusio. Con esta palabra, la intención de Bourdieu es hacer hincapié en que el interés que no es más que una creencia: creer que una cuestión social específica es tan importante que vale la pena seguirla. 